# راشبرگهاوزن
راشبرگهاوزن (به آلمانی: Rechberghausen) یک شهر در آلمان است که در گوپینگن واقع شده‌است. راشبرگهاوزن ۵٬۵۳۲ نفر جمعیت دارد.